# 新少林五祖 (電視劇)
《新少林五祖》（英文：Days in Shaolin），原名《開心出家人》，由元華、陳山蔥、唐文龍、張延、連凱、林熙蕾、歐芷婷等人飾演。香港中國星娛樂有限公司與台灣緯來企業股份有限公司合資拍攝清裝武打連續劇。1998年在無綫電視翡翠台首播，共30集。

## 劇集簡介
少林出家人至善禪師（元華飾演），教曉徒弟「武學之道」，為了糾正學武的錯誤觀念，武林歪風，遂與徒兒一起對付武林敗類，匡正人心。

## 角色人物
主要角色 
- 元　華 飾 至善禅师
- 陳山蔥 飾 梁阿松（男主角，李錦綸之下人）
- 唐文龍 飾 洪熙官
- 張　延 飾 方詠春
- 連　凱 飾 李錦綸（梁阿松之少爺）
- 林熙蕾 飾 寶芬（女主角，小紅之小姐）
- 歐芷婷 飾 小紅（寶芬之婢女）

 其他角色 
- 朱慶斌 飾 童千斤（童親王之愛子）
- 劉家榮 飾 白眉道人
- 陳國權 飾 仰山大師（至善之師兄）
- 林以政 飾 普渡大師
- David 飾 哥頓（白人）
- 任世官 飾 黑將軍（賊人首領）

 特別客串 
- 董　瑋 飾 黃拳師
- 張同祖 飾 霍元甲父
- 徐二牛 飾 武當掌門

## 音樂歌曲
原版主題曲《細聽你的心》
- 主唱、編曲：Cross Generation
- 作曲：異仁創作室
- 填詞：陳健勤

台版片頭曲《北極雪》
- 主唱：陳慧琳、馮德倫
- 作曲：周傳雄
- 填詞：厲曼婷

台版片尾曲《記事本》
- 主唱：陳慧琳
- 作曲：周傳雄
- 填詞：周傳雄、陳信榮
- 編曲：吳慶隆

## 製作團隊
- 出品人：吳曉宇
- 監製：李曉麗
- 編劇：李敏才、胡偉君、陳東村、黎偉明、馬斯薇
- 製作統籌：麥敏聰
- 製作總監：潘文杰
- 責任編輯：李炯楷
- 總策劃：陳東村
- 製片：劉曉麗、范曄、張文學
- 製片助理：張惠萍、陳克文
- 導演：陳會毅 黎淑芳 安迪 葉成康
- 副導演：韋敏 李桂清 吳德華
- 剪接：劉曉波
- 攝影：羅達成 葉志偉
- 武術指導：梁小熊
- 美術設計：周曉剛、關美澄
- 服裝設計：劉曉雨、莊志良
- 服裝助理：李敏慧
- 服裝管理：譚愛華
- 人物造型：李正林
- 化妝：陳秀嫻
- 對白領班：周永坤 龍天笙
- 場景設計：朱允榮
- 置景：吳良清
- 劇務：程震南 普躍東
- 原創音樂：異仁創作室
- 音樂指導：異仁創作室
- 混音：王宥甯 詹紹宗
- 效果：余家祿

外景組
- 攝影：羅達成
- 攝影助理：位杰
- 燈光：谷鵬飛

內景組
- 攝影：葉志偉
- 燈光：汪權 潘啟秋 王玉松 陳細象 唐海濤 張智亮
- 錄音：李宏宇 蘇晚齊
- 視頻：鄭斌

藝員組
- 藝員主任：余敏彤

後期製作組
- 後期製作經理：陶雲
- 後期製作統籌：郭桂成
- 後期製作：李炳良 潘周子 何兆源 龔國強